# Gaia Romanini
Gaia Romanini conosciuta anche come Gaia Rossetti Romanini (Chiusi, 27 novembre 1923 – Roma, 28 dicembre 1990) è stata una costumista italiana.
Ha lavorato per 30 anni nel cinema italiano su circa 80 film, come costumista, dal 1950 al 1980.

## Filmografia

### Costumista

#### Cinema
- Cameriera bella presenza offresi..., regia di Giorgio Pastina (1951)
- Fanciulle di lusso, regia di Bernard Vorhaus (1952)
- Cavalleria rusticana, regia di Carmine Gallone (1953)
- I falsari, regia di Franco Rossi (1953) anche scenografia
- Due notti con Cleopatra, regia di Mario Mattoli (1954)
- Miseria e nobiltà, regia di Mario Mattoli (1954)
- Il medico dei pazzi, regia di Mario Mattoli (1954)
- La romana, regia di Luigi Zampa (1954)
- Totò cerca pace, regia di Mario Mattoli (1954)
- Le diciottenni, regia di Mario Mattoli (1955)
- Totò all'inferno, regia di Camillo Mastrocinque (1955)
- Siamo uomini o caporali, regia di Camillo Mastrocinque (1955)
- Destinazione Piovarolo, regia di Domenico Paolella (1955)
- Moglie e buoi..., regia di Leonardo De Mitri (1956)
- Timbuctù (Legend of the Lost), regia di Henry Hathaway (1957)
- Nata di marzo, regia di Antonio Pietrangeli (1958)
- Le bellissime gambe di Sabrina, regia di Camillo Mastrocinque (1958)
- Marinai, donne e guai, regia di Giorgio Simonelli (1958)
- La ragazza di Piazza San Pietro, regia di Piero Costa (1959)
- Tunisi top secret, regia di Bruno Paolinelli (1959)
- Noi siamo due evasi, regia di Giorgio Simonelli (1959)
- Il vedovo, regia di Dino Risi (1959)
- Perfide.... ma belle, regia di Giorgio Simonelli (1959)
- L'assedio di Siracusa, regia di Pietro Francisci (1960)
- Saffo - Venere di Lesbo, regia di Pietro Francisci (1960)
- La regina delle Amazzoni, regia di Vittorio Sala (1960)
- Mariti a congresso, regia di Luigi Filippo D'Amico (1961)
- La ragazza con la valigia, regia di Valerio Zurlini (1961)
- Il relitto, regia di Mihalis Kakogiannis (1961)
- Maciste, l'uomo più forte del mondo, regia di Antonio Leonviola (1961)
- Pugni, pupe e marinai, regia di Daniele D'Anza (1961)
- Cronaca familiare, regia di Valerio Zurlini (1962)
- Ercole sfida Sansone, regia di Pietro Francisci (1963)
- La rivolta dei barbari, regia di Guido Malatesta (1964)
- I complessi, regia di Luigi Filippo D'Amico, Dino Risi e Franco Rossi (1965) (segmento "Una giornata decisiva" e "Il complesso della schiava nubiana")
- 7 uomini d'oro, regia di Marco Vicario (1965)
- Il grande colpo dei 7 uomini d'oro, regia di Marco Vicario (1966)
- Missione speciale Lady Chaplin, regia di Alberto De Martino e Sergio Grieco (1966)
- Che notte ragazzi!, regia di Giorgio Capitani (1966)
- 2+5: Missione Hydra, regia di Pietro Francisci (1966)
- Django spara per primo, regia di Alberto De Martino (1966)
- Non faccio la guerra, faccio l'amore, regia di Franco Rossi (1966)
- Dalle Ardenne all'inferno, regia di Alberto De Martino (1967)
- Una rosa per tutti, regia di Franco Rossi (1967)
- Come rubare la corona d'Inghilterra, regia di Sergio Grieco (1967)
- OK Connery, regia di Alberto De Martino (1967)
- Il dolce corpo di Deborah, regia di Romolo Guerrieri (1968)
- La notte è fatta per... rubare, regia di Giorgio Capitani (1968)
- I protagonisti, regia di Marcello Fondato (1968)
- Straziami ma di baci saziami, regia di Dino Risi (1968)
- La matriarca, regia di Pasquale Festa Campanile (1968)
- Tepepa, regia di Giulio Petroni (1969)
- Femmine insaziabili, regia di Alberto De Martino (1969)
- Certo, certissimo, anzi... probabile, regia di Marcello Fondato (1969)
- La notte dei serpenti, regia di Giulio Petroni (1969)
- Delitto al circolo del tennis, regia di Franco Rossetti (1969)
- Con quale amore, con quanto amore, regia di Pasquale Festa Campanile (1970)
- Ciakmull - L'uomo della vendetta, regia di Enzo Barboni (1970)
- Il suo nome è qualcuno (The Last Rebel), regia di Larry G. Spangler (1971)
- Una cavalla tutta nuda, regia di Franco Rossetti (1972) anche scenografia
- L'uccello migratore, regia di Steno (1972)
- Colpo in canna, regia di Fernando Di Leo (1975)
- Quel movimento che mi piace tanto, regia di Franco Rossetti (1976) anche scenografia
- La cicala, regia di Alberto Lattuada (1980)
- Nessuno è perfetto, regia di Pasquale Festa Campanile (1981)

#### Televisione
- Canne al vento, regia di Mario Landi (1958)

### Costume e guardaroba

#### Cinema
- Bufere, regia di Guido Brignone (1953)
- Legione straniera, regia di Basilio Franchina (1953)
- Le donne ci tengono assai, regia di Antonio Amendola (1959)
- La pupa, regia di Giuseppe Orlandini (1963)
- Rappresaglia, regia di George P. Cosmatos (1973)
- Malabestia, regia di Leonida Leoncini (1978)
- Al limite, cioè, non glielo dico, regia di Franco Rossetti (1985)